# 厄瓜多尔独立战争

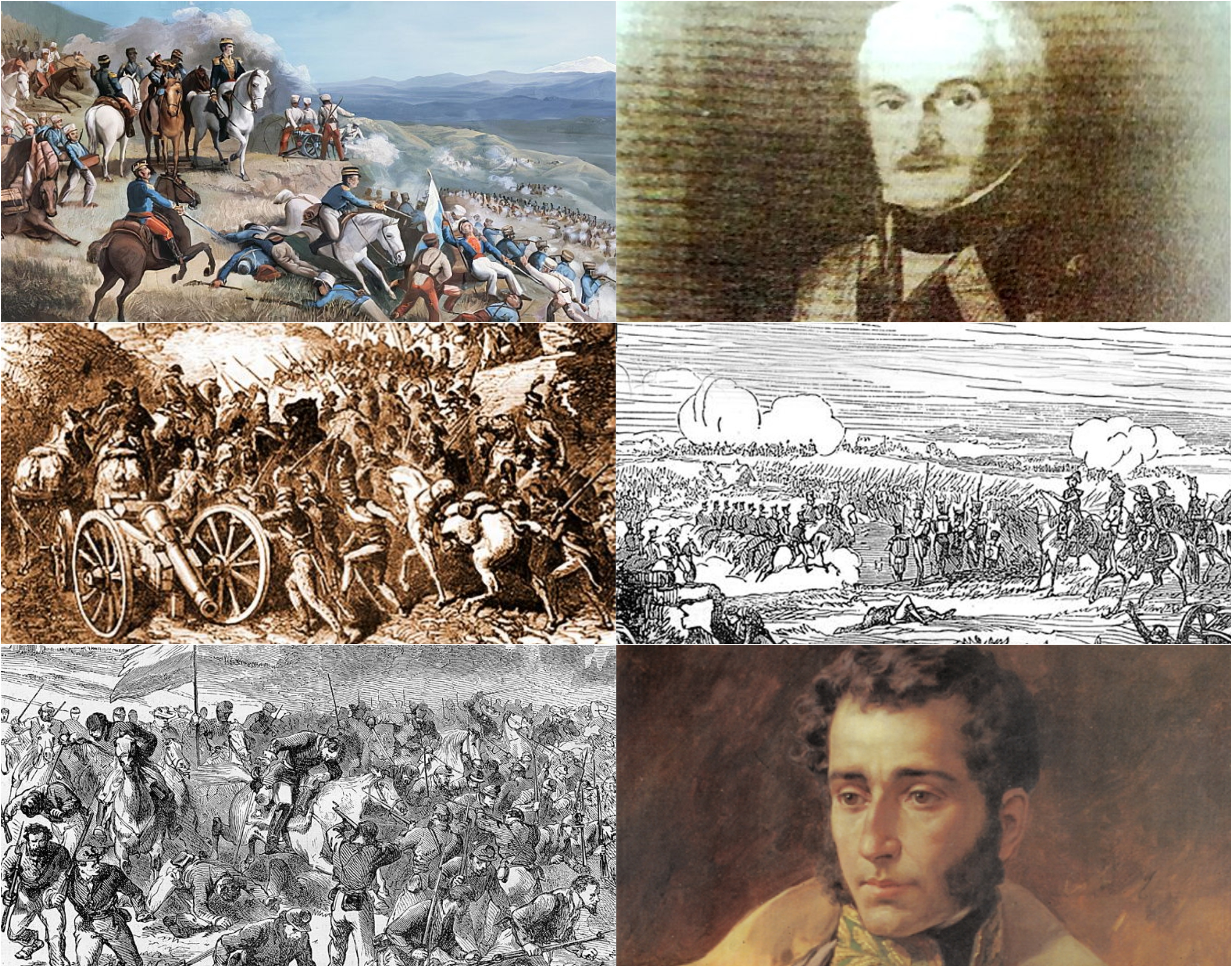
厄瓜多尔独立战争

厄瓜多尔独立战争是19世纪初西班牙美洲獨立戰爭的一部分。1820年至1822年期間，西班牙和几支南美反西军队之间为争夺基多皇家審問院而爆發衝突。1822年5月24日，皮钦查战役結束，西班牙军队戰敗，基多皇家審問院下轄領土不再受西班牙帝國統治。